# Chapo
Chapo to jezioro w Chile położone w regionie Los Lagos. Leży bezpośrednio na południowy wschód od wulkanu Calbuco i na południe od rezerwatu Llanquihue. Bezpośrednio na południe od jeziora znajduje się Park Narodowy Alerce Andino.
Wody jeziora wykorzystywane są do produkcji energii elektrycznej, co powoduje zmiany w poziomie wody.
Wody jeziora uchodzą do fiordu Reloncaví.